# Kate Kennedy (actrice)
Kate Kennedy (née le 1er avril 1992) est une actrice, écrivaine et réalisatrice britannique. Elle est surtout connue pour son interprétation de Kai-125 dans la série Paramount+ Halo. Elle a également fait du doublage pour des jeux vidéo tels qu'Assassin's Creed Valhalla, et a joué d'autres rôles au cinéma et à la télévision.

## Carrière
L'un des premiers grands rôles de Kennedy fut celui du super-héros titulaire dans la série Hunch qui fut présentée au Festival Fringe d'Édimbourg en 2018 et qui a reçu des critiques majoritairement positives. Le sketch a été adapté en court métrage en 2020.
Kennedy a été choisi pour la première fois pour la série Halo en 2019 dans le rôle du super soldat spartiate Kai-125, représenté comme un coéquipier de Master Chief (John-117). Bien qu'elle soit une grande femme de 6′ 3″ (1,91 m), Kennedy n'était toujours pas assez grande pour incarner son personnage, car les Spartans sont caractérisés comme mesurant plus de 7 pieds (2,13 m), ce qui l'oblige à porter des plateformes à l'intérieur de son costume. Kennedy a décrit l'entraînement rigoureux nécessaire pour incarner Kai ainsi que le plaisir de suivre le cheminement du personnage. Elle a mentionné que l'armure conçue pour les Spartiates la protégeait réellement lorsqu'elle trébuchait sur le plateau. Kennedy est devenue l'une des préférées des fans pour sa performance dans le rôle de Kai-125, une critique qualifiant son personnage de « meilleure partie » de la série. 
En plus de ses rôles au cinéma et à la télévision, Kennedy a également fourni du doublage dans des jeux vidéo, son rôle le plus notable étant celui de Lady Eadwyn dans Assassin's Creed Valhalla . Elle a également prêté sa voix à Hela dans Lego Marvel Super Heroes 2, entre autres rôles. 

## Liste des oeuvres

### Films
| Année | Titre                     | Rôle            | Notes                                                      |
| ----- | ------------------------- | --------------- | ---------------------------------------------------------- |
| 2014  | Gregor                    | Fille           |                                                            |
| 2016  | A Midsummer Night's Dream | Helena          | Téléfilm                                                   |
| 2017  | Damascene                 | Inez            |                                                            |
| 2018  | Malcolm                   | Tam             | Court métrage; aussi scénariste                            |
| 2019  | Dunk                      | Plusieurs rôles | Court métrage; aussi scénariste                            |
| 2020  | Hunch                     | Hunch           | Court métrage; aussi scénariste                            |
| 2023  | Haar                      | Jef             |                                                            |
| TBA   | Frank and Shell           | inconnu         | Post-production; Court métrage; scénariste et réalisatrice |

### Television
| Année     | Titre       | Rôle     | Notes                           |
| --------- | ----------- | -------- | ------------------------------- |
| 2015      | Catastrophe | Serveuse | 1 épisode (Saison 1, épisode 2) |
| 2017      | The Fear    | Mo       | aussi scénariste                |
| 2019      | Handy       | Row      | 1 épisode ("Pilote")            |
| 2022–2024 | Halo        | Kai-125  | 15 épisodes                     |

### Jeux vidéos
| Année | Titre                                 | Rôle                        | Notes                  |
| ----- | ------------------------------------- | --------------------------- | ---------------------- |
| 2017  | Mass Effect: Andromeda                | Avela Kjar                  | Voix                   |
| 2017  | Divinity: Original Sin II             | Dwarves, Elves, Flaming Pig | Plusieurs voix         |
| 2017  | Lego Marvel Super Heroes 2            | Hela                        | Voix                   |
| 2018  | World of Warcraft: Battle for Azeroth | Inconnu                     | Voix                   |
| 2019  | Anthem                                | Rythe                       | Voix                   |
| 2020  | Assassin's Creed Valhalla             | Lady Eadwyn                 | Voix                   |
| 2022  | Valkyrie Elysium                      | Fenrir                      | Voix, édition anglaise |
| 2023  | De-Exit: Eternal Matters              | Inconnu                     | Voix                   |
| 2023  | Lies of P                             | Laxasia la Complète         | Voix                   |
| TBA   | Squadron 42                           | Plusieurs                   | En dévelopement; voix  |

### Scène
| Année | Titre | Rôle  | Notes            |
| ----- | ----- | ----- | ---------------- |
| 2018  | Hunch | Hunch | Aussi scénariste |